# Corinthian League
La Corinthian League era una lega calcistica dilettantistica inglese che copriva Londra. Fondata nel 1945 sulla ripresa del calcio dopo la seconda guerra mondiale, la lega ha cominciato con nove squadre come membri. Nel 1963 la lega fu sciolta e la maggior parte dei club si unirono alla neonata Division One della Athenian League.

## Albo d'oro
| Stagione  | Campione            |
| --------- | ------------------- |
| 1945-1946 | Grays Athletic      |
| 1946-1947 | Walton & Hersham    |
| 1947-1948 | Walton & Hersham    |
| 1948-1949 | Walton & Hersham    |
| 1949-1950 | Hounslow Town       |
| 1950-1951 | Slough Town         |
| 1951-1952 | Hounslow Town       |
| 1952-1953 | Carshalton Athletic |
| 1953-1954 | Carshalton Athletic |
| 1954-1955 | Hounslow Town       |
| 1955-1956 | Maidstone United    |
| 1956-1957 | Yiewsley            |
| 1957-1958 | Maidenhead United   |
| 1958-1959 | Dagenham            |
| 1959-1960 | Uxbridge            |
| 1960-1961 | Maidenhead United   |
| 1961-1962 | Maidenhead United   |
| 1962-1963 | Leatherhead         |

## Membri della Corinthian League
Durante la sua esistenza la lega ha avuto ventinove membri:
- Bedford Avenue
- Carshalton Athletic
- Chesham United
- Dagenham
- Dorking
- Eastbourne
- Edgware Town
- Epsom & Ewell

- Epsom Town
- Erith & Belvedere
- Grays Athletic
- Hastings & St Leonards
- Horsham
- Hounslow Town
- Leatherhead

- Letchworth Town
- London Fire Forces
- Maidenhead United
- Maidstone United
- Slough Town
- Tilbury
- Twickenham

- Uxbridge
- Walton & Hersham
- Wembley
- Windsor & Eton
- Wokingham Town
- Worthing
- Yiewsley